# Leichtathletik-Europameisterschaften 2006/4 × 100 m der Frauen

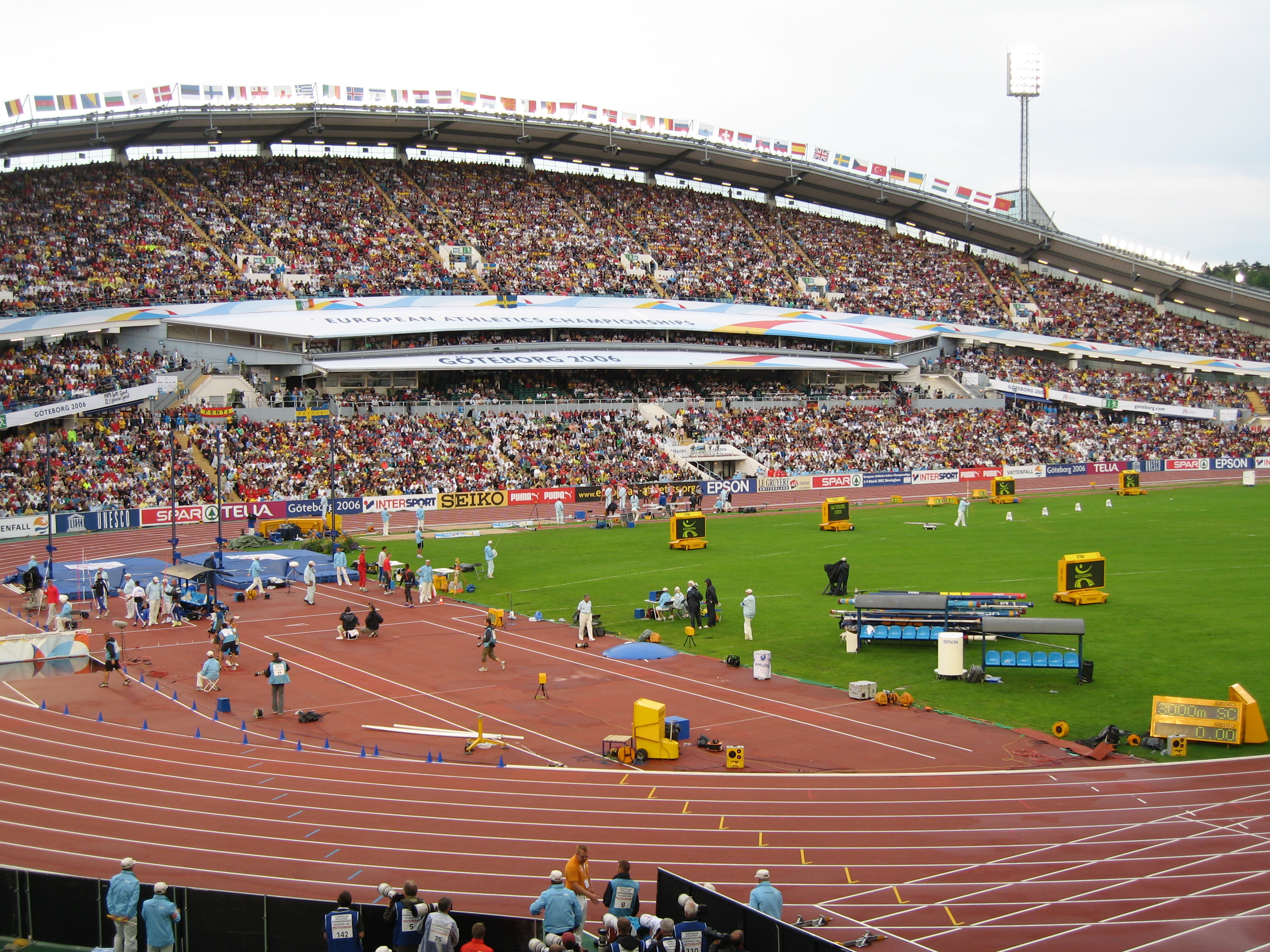
Das Ullevi-Stadion in Göteborg während der Europameisterschaften 2006

Die 4-mal-100-Meter-Staffel der Frauen bei den Leichtathletik-Europameisterschaften 2006 wurde am 12. und 13. August 2006 im Ullevi-Stadion der schwedischen Stadt Göteborg ausgetragen.
Europameister wurde Russland in der Besetzung Julija Guschtschina (Finale), Natalja Russakowa, Irina Chabarowa und Jekaterina Grigorjewa (Finale) sowie den im Vorlauf außerdem eingesetzten Jekaterina Kondratjewa und Larissa Kruglowa.
Den zweiten Platz belegte Großbritannien mit Anyika Onuora, Emma Ania (Finale), Emily Freeman und Joice Maduaka sowie der im Vorlauf außerdem eingesetzten Laura Turner-Alleyne.
Bronze ging an Belarus (Julija Neszjarenka, Natallja Safronnikawa, Alena Neumjarschyzkaja, Aksana Drahun).
Auch die nur im Vorlauf eingesetzten Läuferinnen erhielten entsprechendes Edelmetall.

## Rekorde

### Bestehende Rekorde
| Weltrekord           | 41,37 s | DDR (Gesine Walther, Sabine Rieger, Ingrid Auerswald, Marlies Göhr) | Canberra, Australien  | 16. Oktober 1985  |
| Europarekord         | 41,37 s | DDR (Gesine Walther, Sabine Rieger, Ingrid Auerswald, Marlies Göhr) | Canberra, Australien  | 16. Oktober 1985  |
| Meisterschaftsrekord | 41,68 s | DDR (Silke Möller, Katrin Krabbe, Kerstin Behrendt, Sabine Günther) | EM Split, Jugoslawien | 1. September 1990 |

Der bestehende EM-Rekord wurde bei diesen Europameisterschaften nicht erreicht. Die schnellste Zeit erzielte Europameister Russland im Finale mit 42,71 min, womit das Quartett 1,03 s über dem Rekord blieb. Zum Welt- und Europarekord fehlten 1,34 s.

### Rekordverbesserung
Es wurde ein neuer Landesrekord aufgestellt:

44,38 s – Irland (Derval O’Rourke, Joanne Cuddihy, Ailis McSweeney, Anna Boyle), zweiter Vorlauf am 12. August

## Legende
Kurze Übersicht zur Bedeutung der Symbolik – so üblicherweise auch in sonstigen Veröffentlichungen verwendet:
| NR  | Nationaler Rekord                        |
| DNF | Wettkampf nicht beendet (did not finish) |

## Vorrunde
Die Vorrunde wurde in zwei Läufen durchgeführt. Die ersten drei Staffeln pro Lauf – hellblau unterlegt – sowie die beiden darüber hinaus zeitschnellsten Teams – hellgrün unterlegt – qualifizierten sich für das Finale.

### Vorlauf 1
12. August 2006, 16:35 Uhr
| Platz | Staffel     | Besetzung                                                                                     | Zeit (s) |
| ----- | ----------- | --------------------------------------------------------------------------------------------- | -------- |
| 1     | Deutschland | Katja Tengel Marion Wagner Cathleen Tschirch Verena Sailer                                    | 43,59    |
| 2     | Russland    | Jekaterina Kondratjewa (Vorlauf) Natalja Russakowa Irina Chabarowa Larissa Kruglowa (Vorlauf) | 43,65    |
| 3     | Belgien     | Hanna Mariën Frauke Penen Olivia Borlée Kim Gevaert                                           | 43,65    |
| 4     | Schweden    | Emma Rienas (Vorlauf) Susanna Kallur Jenny Kallur Emma Green                                  | 44,08    |
| 5     | Polen       | Joanna Gabryelewicz Daria Onyśko Iwona Dorobisz Beata Makaruk Szkudlarz                       | 44,27    |
| 6     | Finnland    | Sari Keskitalo Johanna Manninen Ilona Ranta Heidi Hannula                                     | 44,32    |
| 7     | Spanien     | Ruth Conde Belén Recio Claudia Troppa Glory Alozie                                            | 44,85    |

### Vorlauf 2
12. August 2006, 16:45 Uhr
| Platz | Staffel        | Besetzung                                                                     | Zeit (s) |
| ----- | -------------- | ----------------------------------------------------------------------------- | -------- |
| 1     | Frankreich     | Véronique Mang Fabienne Beret-Martinel Adrianna Lamalle Muriel Hurtis-Houairi | 43,38    |
| 2     | Ukraine        | Olena Tschebanu Halyna Tonkowyd Iryna Schtanhjejewa Iryna Schepertjuk         | 43,62    |
| 3     | Belarus        | Julija Neszjarenka Natallja Safronnikawa Alena Neumjarschyzkaja Aksana Drahun | 43,70    |
| 4     | Großbritannien | Anyika Onuora Emily Freeman Laura Turner-Alleyne (Vorlauf) Joice Maduaka      | 44,04    |
| 5     | Griechenland   | Haríklia Boudá Effrosíni Patsoú Elefthéria Kobídou Georgia Kokloni            | 44,20    |
| 6     | Irland         | Derval O’Rourke Joanne Cuddihy Ailis McSweeney Anna Boyle                     | 44,38 NR |
| 7     | Türkei         | Gülay Kırşan-Kılıç Nevin Yanıt Esen Kızıldağ Saliha Memis-Özyurt              | 46,32    |
| DNF   | Tschechien     | Lucie Martincová Štěpánka Klapáčová Petra Seidlová Iveta Mazáčová             |          |

## Finale
13. August 2006, 14:50 Uhr
| Platz | Staffel        | Besetzung | Zeit (s) |
| ----- | -------------- | --- | -------- |
| 1     | Russland       | Julija Guschtschina (Finale) Natalja Russakowa Irina Chabarowa Jekaterina Grigorjewa (Finale) im Vorlauf außerdem: Jekaterina Kondratjewa Larissa Kruglowa | 42,71    |
| 2     | Großbritannien | Anyika Onuora Emma Ania (Finale) Emily Freeman Joice Maduaka im Vorlauf außerdem: Laura Turner-Alleyne                                                     | 43,51    |
| 3     | Belarus        | Julija Neszjarenka Natallja Safronnikawa Alena Neumjarschyzkaja Aksana Drahun                                                                              | 43,91    |
| 4     | Ukraine        | Olena Tschebanu Halyna Tonkowyd Iryna Schtanhjejewa Iryna Schepertjuk                                                                                      | 43,97    |
| 5     | Schweden       | Susanna Kallur Carolina Klüft (Finale) Jenny Kallur Emma Green im Vorlauf außerdem: Emma Rienas                                                            | 44,16    |
| DNF   | Deutschland    | Katja Tengel Marion Wagner Cathleen Tschirch Verena Sailer                                                                                                 |          |
| DNF   | Frankreich     | Véronique Mang Fabienne Beret-Martinel Adrianna Lamalle Muriel Hurtis-Houairi                                                                              |          |
| DNF   | Belgien        | Hanna Mariën Frauke Penen Olivia Borlée Kim Gevaert |          |

## Videolink
- 2006 European Championships Women's 4x100m Relay, youtube.com, abgerufen am 31. Januar 2023